# Río Sipaliwini

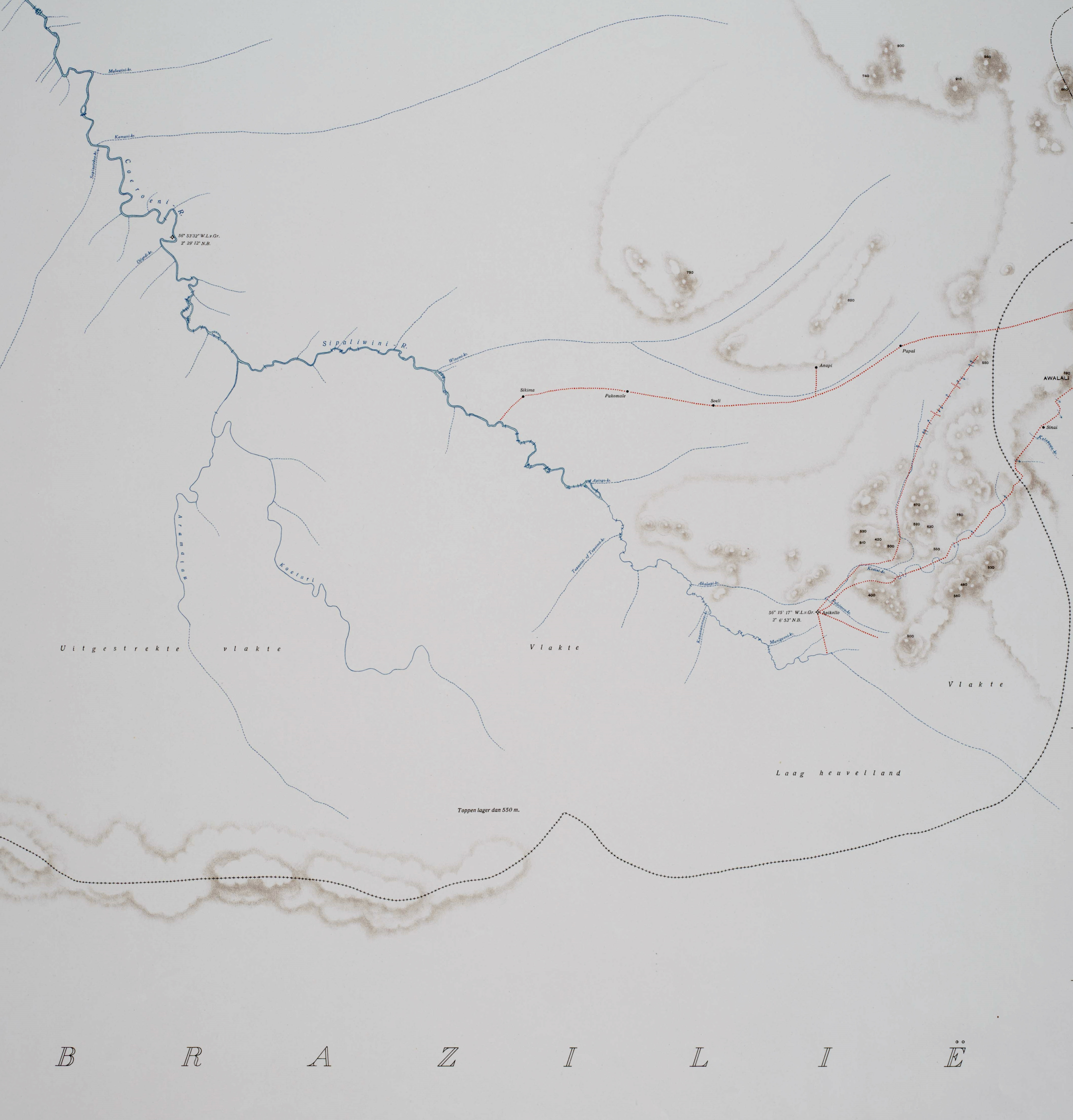
Curso del río Sipaliwini

El río Sipaliwini es un río de Surinam, la principal fuente del río Corentín. Le da su nombre al distrito de Sipaliwini. Fluye atravesando el poblado de Kwamalasamutu. En el dialecto local Maroon el nombre significa río raya de dorso espinoso (sipari).